# Werner (családnév)
Az Werner régi német férfi személynév és családnév. A szó első felének jelentése vitatott. Valószínűleg az ófelnémet waron ‘őrizni, figyelni’ vagy a rokon warnon ‘őrizkedni, óvakodni’ szolgált alapul. A második az ófelnémet heri ‘tömeg, sereg’ szóból származik. A két szónak együtt valószínűleg nincsen jelentése. 2014-ben Németországban a 31. leggyakoribb családnév volt.

## Híres Werner nevű személyek

### Németek és osztrákok
- Franz von Werner (Murad Efendi, 1836–1881) osztrák író
- Götz Werner (1944–) a dm-drogerie markt cég alapítója
- Gregor Joseph Werner (1693–1766) alsó-ausztriai és magyarországi zeneszerző
- Heike Werner (1969–) német politikus
- Jürgen Werner (1935–2002) német labdarúgó
- Carl Werner (1808–1894) német festő
- Karl Werner (1821–1888) osztrák katolikus teológus
- Marco Werner (1966–) német autóversenyző
- Oskar Werner (1922–1984) osztrák színész
- Richard Andreas Werner (1967–) német közgazdász
- Riecke Werner (1953–2021) német-magyar közgazdász
- Timo Werner (1996–) német labdarúgó
- Wendelin Werner (1968–) német származású francia matematikus
- Zacharias Werner (1768–1823) német költő és drámaíró

### Magyarok
- Werner Adolf (Vilmos, 1867–1939) ciszterci szerzetes
- Werner Alajos (1905–1978) katolikus pap
- Werner Andrásné Tóth Katalin (1909–1993) szövőasszony
- Werner Gyula (1862–1926) író, politikus
- Werner Gyula (1938 –) labdarúgó
- Werner Ignác (1901–1962) labdarúgó
- Werner Mária (Pécsi Sebestyénné, 1925–1997) énekművész

### Más nemzetiségűek
- Axel Werner (1996–) argentín labdarúgó
- Kenny Werner (1951–) amerikai dzsesszzongorista
- Piotr Werner (1949–) lengyel labdarúgó-játékvezető